# Patriotische Front (Bulgarien)
Die Patriotische Front (bulgarisch: Патриотичен фронт, Patriotischen Front) war ein nationalistisches Wahlbündnis in Bulgarien, das bei der bulgarischen Parlamentswahl 2014 mit 7,3 % der Stimmen und 19 Abgeordneten ins bulgarische Parlament einzog. Es bestand u. a. aus der Nationalen Front für die Rettung Bulgariens (NFSB) und der IMRO – Bulgarische Nationale Bewegung (IMRO-BNB). Vor der Neuwahl im März 2017 wurde die Patriotische Front durch das Bündnis Vereinigte Patrioten abgelöst, dem neben NFSB und IMRO auch die rechtsextreme Partei Ataka angehört.